# Los Ríos
Region Los Ríos (česky doslovně Region Řeky) je jedním z chilských regionů. Na severu sousedí s regionem Araukánie, na jihu s regionem Los Lagos. Na východě je ohraničen státní hranicí s Argentinou, na západě Pacifikem. Los Ríos vznikl v roce 2007, kdy se vyčlenil z regionu Los Lagos, jehož býval součástí. Zabírá 4,21 % rozlohy celého Chile a žije zde 5,67 % chilské populace.

## Administrativní dělení regionu
Region se dále dělí na 2 provincie a 12 obcí.
| \| Provincie \| Komuna \| \| ------------------ \| ------------- \| \| Provincie Valdivia \| 1 Corral \| \| Provincie Valdivia \| 2 Lanco \| \| Provincie Valdivia \| 3 Los Lagos \| \| Provincie Valdivia \| 4 Mariquina \| \| Provincie Valdivia \| 5 Máfil \| \| Provincie Valdivia \| 6 Paillaco \| \| Provincie Valdivia \| 7 Panguipulli \| \| Provincie Valdivia \| 8 Valdivia \| \| Provincie Ranco \| 9 La Unión \| \| Provincie Ranco \| 10 Futrono \| \| Provincie Ranco \| 11 Río Bueno \| \| Provincie Ranco \| 12 Lago Ranco \| | Panguipulli Futrono Río Bueno Lago Ranco La Unión Corral Paillaco Valdivia Máfil Lanco Mariquina Los Lagos |
| Provincie | Komuna |
| Provincie Valdivia | 1 Corral                                                                                                   |
| Provincie Valdivia | 2 Lanco |
| Provincie Valdivia | 3 Los Lagos                                                                                                |
| Provincie Valdivia | 4 Mariquina                                                                                                |
| Provincie Valdivia | 5 Máfil |
| Provincie Valdivia | 6 Paillaco                                                                                                 |
| Provincie Valdivia | 7 Panguipulli                                                                                              |
| Provincie Valdivia | 8 Valdivia                                                                                                 |
| Provincie Ranco | 9 La Unión                                                                                                 |
| Provincie Ranco | 10 Futrono                                                                                                 |
| Provincie Ranco | 11 Río Bueno                                                                                               |
| Provincie Ranco | 12 Lago Ranco                                                                                              |

## Fotogalerie

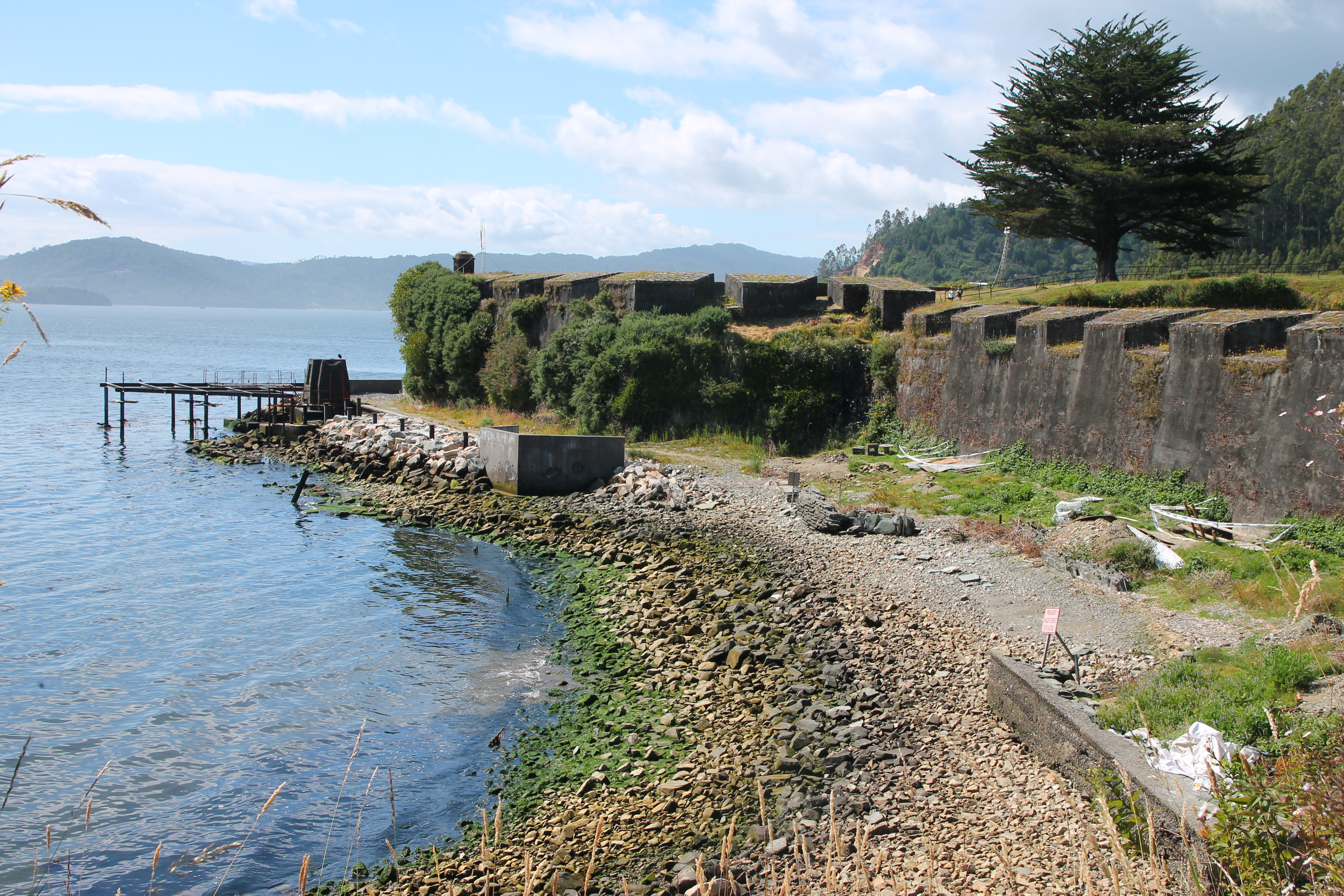
Pevnost v Corralu, součást opevnění města Valdivia
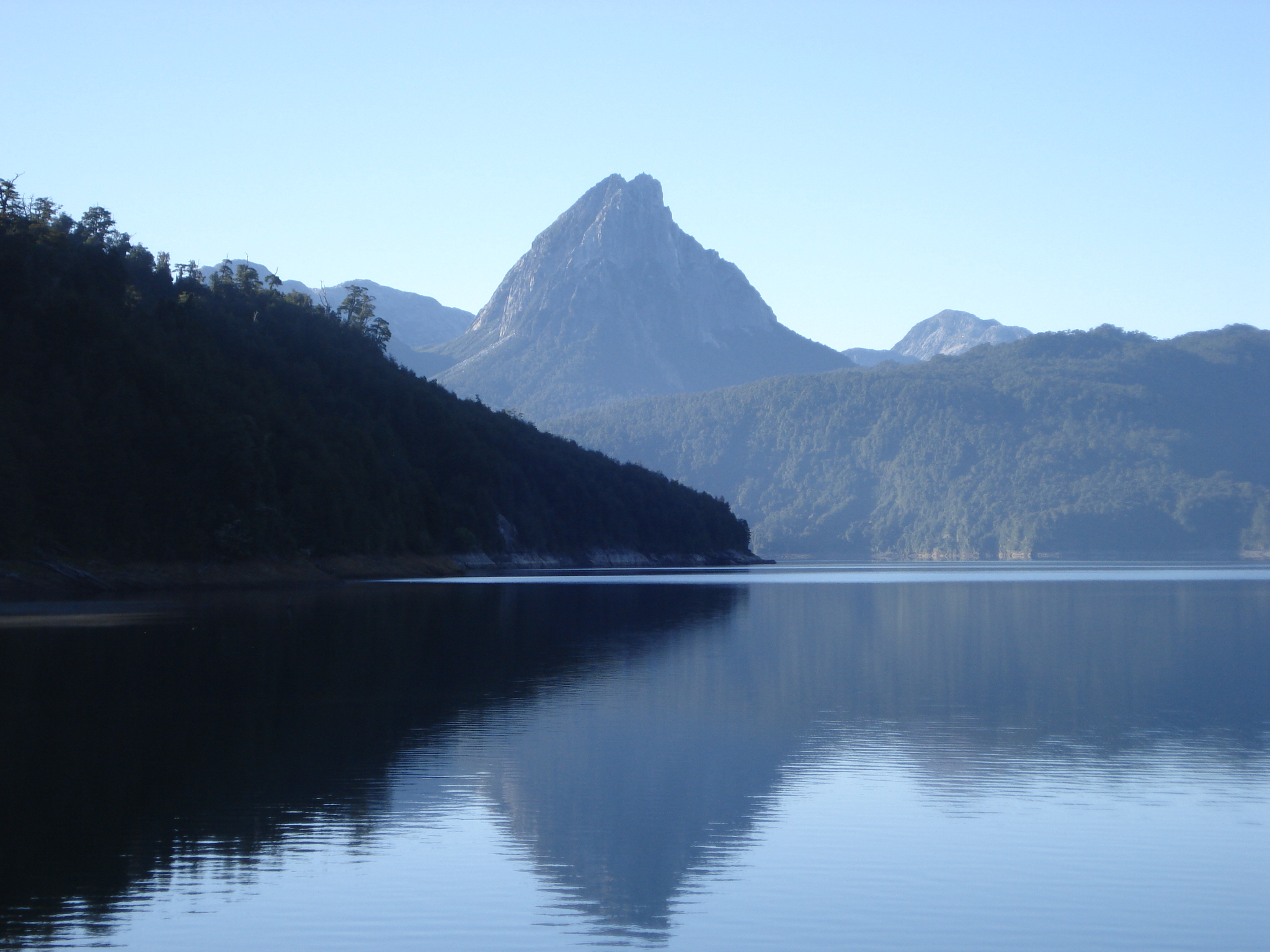
Jezero Huishue
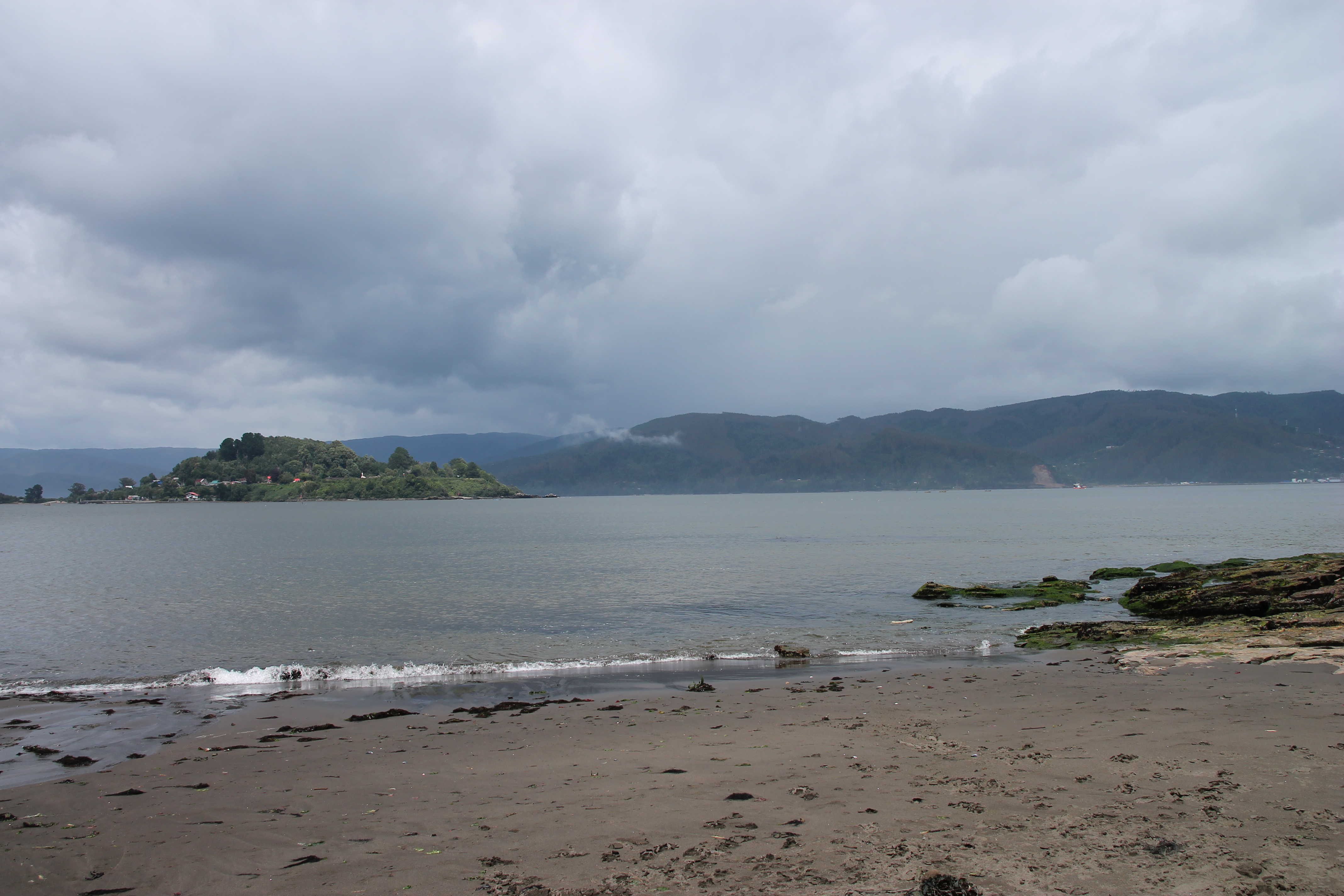
Ústí řeky Valdivia do Tichého oceánu
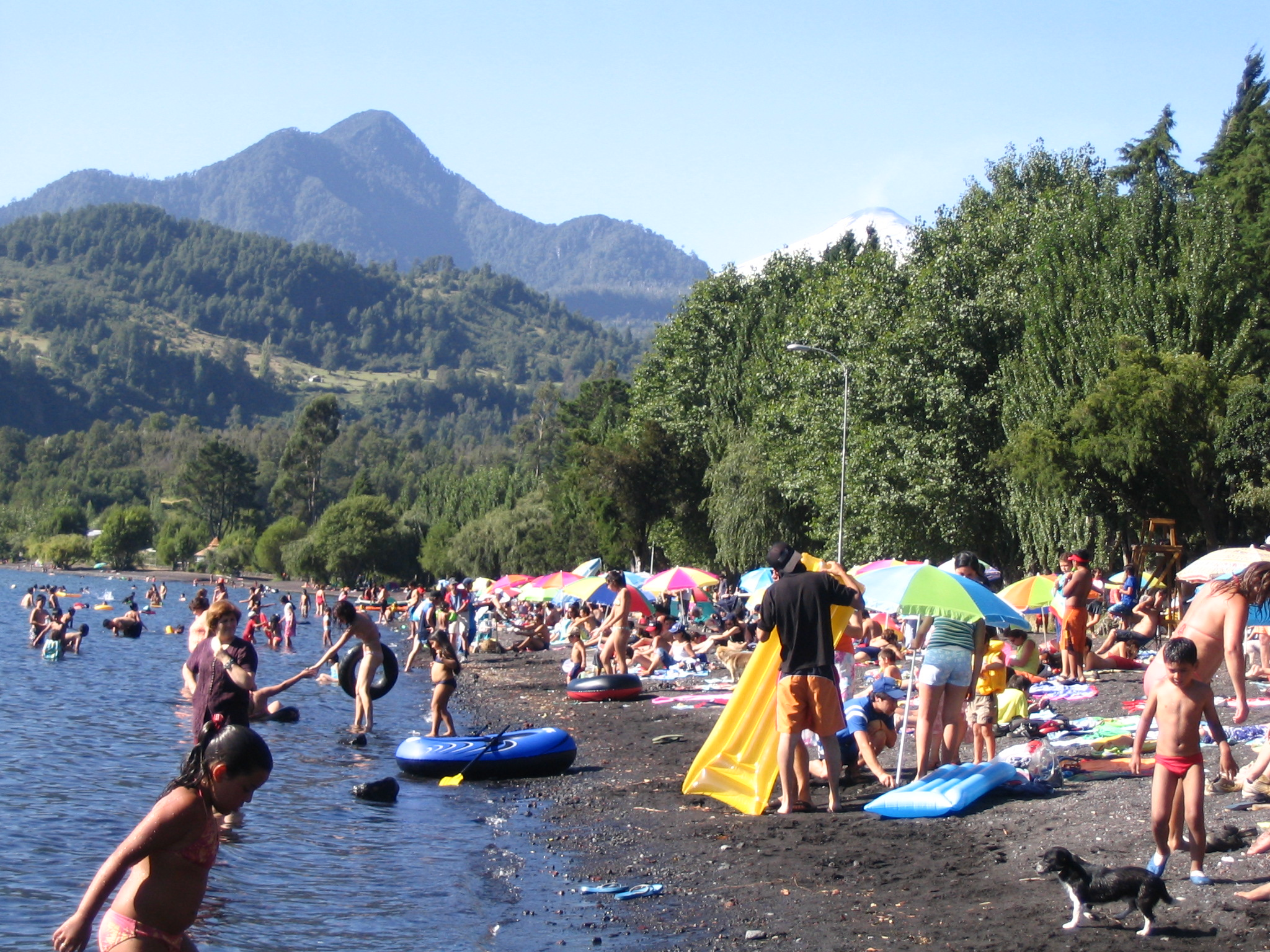
Pláž u města Coñaripe